# Sü Cchaj-chou
Sü Cchaj-chou (čínsky pchin-jinem Xú Cáihòu, znaky 徐才厚; * 22. června 1943 – 15. března 2015) byl čínský komunistický voják a politik, do vyšších funkcí se propracoval v 90. letech, když sloužil jako politický komisař ťinanského vojenského okruhu (1996–1999), první zástupce náčelníka (1999–2002) a náčelník (2002–2004) hlavní politické správy Čínské lidové osvobozenecké armády, člen (1999–2012) a místopředseda (2004–2012) ústřední vojenské komise KS Číny a člen (1999–2013) a místopředseda (2005–2013) ústřední vojenské komise Čínské lidové republiky. Současně byl členem ústředního výboru (1997–2012), tajemníkem sekretariátu (2002–2007) a členem politbyra ústředního výboru (2007–2012) KS Číny. 
Roku 2014 byl obviněn z přijímání úplatků a vyloučen ze strany. Během vyšetřování zemřel na rakovinu.

## Život
Sü Cchaj-chou se narodil v červenci 1942 v okresu Fu v provincii Liao-ning, tehdy ve státu Mandžukuo. Roku 1963 vstoupil do Čínské lidové osvobozenecké armády (ČLOA) a zahájil studium elektroniky na Charbinském institutu vojenského inženýrství, který absolvoval roku 1968. V následujících dvou letech pracoval na vojenské farmě 39. armády. Roku 1970 se vrátil k vojskům, v letech 1970–1971 sloužil jako zástupce politického instruktora roty. Roku 1971 vstoupil do Komunistické strany Číny a byl přeložen na personální oddělení politického odboru velitelství ťilinského provinčního vojenského obvodu, kde zůstal do roku 1983, poslední rok jako náčelník oddělení. Poté sloužil jako zástupce ředitele politického oddělení velitelství ťilinského provinčního vojenského obvodu a náčelník sekce v politickém oddělení velitelství šenjangského vojenského okruhu. V letech 1985–1992 byl přeložen k 16. armádě v šenjangském vojenském okruhu na místo náčelníka politického oddělení a od roku 1990 politického komisaře armády. Roku 1990 byl povýšen na generálmajora.
Roku 1992 přešel do Pekingu do politického oddělení generálního štábu a následující rok do hlavní politické správy ČLOA (v obou případech sloužil jako pomocník náčelníka). Roku 1993 byl povýšen na generálporučíka. V letech 1993–1996 působil jako pomocník náčelníka hlavní politické správy ČLOA, do roku 1994 současně řídil Deník Lidové osvobozenecké armády, hlavní vojenské noviny v Čínské lidové republice. Od roku 1996 se na tři roky vrátil do provincií, a sice do Ťi-nanu na místo politického komisaře tamního vojenského okruhu. Na XV. sjezdu KS Číny v září 1997 byl zvolen členem ústředního výboru (znovuzvolen 2002 a 2007).
V září 1999 byl povýšen na generálplukovníka a zvolen členem ústřední vojenské komise KS Číny a jmenován prvním zástupcem náčelníka hlavní politické správy ČLOA. V říjnu téhož roku byl jmenován i členem paralelní ústřední vojenské komise Čínské lidové republiky. V letech 2000–2004 byl současně i tajemníkem komise pro kontrolu disciplíny ústřední vojenské komise.
Na XVI. sjezdu KS Číny v listopadu 2002 byl zvolen tajemníkem sekretariátu  a potvrzen jako člen ústřední vojenské komise, současně povýšil na náčelníka hlavní politické správy ČLOA (do září 2004). Při reorganizaci vedení ozbrojených sil v září 2004 byl zvolen místopředsedou ústřední vojenské komise ÚV KS Číny. V březnu následujícího roku při obnově státních orgánů se stal i místopředsedou ústřední vojenské komise ČLR. Na XVII. sjezdu KS Číny v říjnu 2007 byl zvolen členem politbyra a potvrzen jako místopředseda vojenské komise; od března 2008 pokračoval v dalším funkčním období i v místopředsednictví ústřední vojenské komise ČLR.
Na XVIII. sjezdu KS Číny v listopadu 2012 již pro vysoký věk nekandidoval do vedení strany a v březnu 2013 odešel na penzi i ze státní vojenské komise.
Jeho vzestup do vysokých funkcí je připisován podpoře generálního tajemníka ÚV KS Číny Ťiang Ce-mina. Jako místopředseda ústředních vojenských komisí (stranické a státní) měl velmi vysokou autoritu, předseda komisí Chu Ťin-tchao měl jako generální tajemník ÚV KS Číny a prezident republiky řadu jiných povinností, vojenským záležitostem věnoval méně pozornosti a ponechal svým zástupcům v komisi, Sü Cchaj-chouovi a Kuo Po-siungovi relativně volné ruce, čehož oba využili ve svůj prospěch. V rámci protikorupční kampaně zahájené po roce 2012 novým vedením strany a státu v čele se Si Ťin-pchingem byl Sü Cchaj-chou roku 2014 obviněn z korupce a v červnu 2014 vyloučen ze strany. Podle oficiálních informací byl vinen z přijímání úplatků výměnou za povýšení a jmenování do funkcí, nashromáždil tak nemalé jmění, vyšetřovatelé v jeho domě zabavili na tunu bankovek (dolarů, eur a jüanů), několik set kg nefritových uměleckých děl a kolekci starožitností. V té době byl Sü Cchaj-chou již vážně nemocný (rakovinou) a v průběhu vyšetřování zemřel dne 15. března 2015.
Sü Cchaj-chouův kolega Kuo Po-siung byl vyšetřován od roku 2015 s analogickými výsledky ohledně úplatků a zabaveného bohatství; roku 2016 byl odsouzen k doživotnímu trestu odnětí svobody.